# Michał Nowicki (święty)
Michał Nowicki (ur. w 1889 w Ozieranach, zm. 30 kwietnia 1935 w Uździe) – rosyjski kapłan prawosławny, nowomęczennik.

## Życiorys
Był synem kapłana prawosławnego Konstantego Nowickiego, proboszcza parafii w Ozieranach, i jego żony Stefanidy. Jako dziecko stracił ojca. Ukończył studia na wydziale historyczno-filologicznym uniwersytetu w Petersburgu w 1914. Wrócił do Mińska i przez dwa lata uczył łaciny w męskim gimnazjum. Ożenił się z Zenobią Korzun, razem z którą udał się na bieżeństwo do Omska. Nie został wcielony do armii z powodu słabego wzroku. W 1919 postanowił wrócić na Białoruś. W Mińsku Nowicki ponownie został nauczycielem, jednak pracę tę wykonywał tylko przez rok. W 1920 przyjął święcenia kapłańskie z rąk biskupa słuckiego Melchizedeka, obejmując parafię św. św. Piotra i Pawła w Uździe.
W Uździe kapłan spotykał się z szykanami ze strony GPU, które usiłowało zmusić go do publicznej rezygnacji z kapłaństwa oraz zabroniło jego dzieciom uczyć się w publicznej szkole. W 1933 cerkiew św. św. Piotra i Pawła została zaadaptowana na magazyn zbożowy, zaś od księdza zażądano, by na łamach lokalnej gazety ogłosił swoje odejście od wiary. Ks. Nowicki odmówił; od tej pory odprawiał nabożeństwa w kaplicy urządzonej w dawnej stróżowce. W 1935 został pobity przez nieznanego człowieka, który zażądał od niego wydania mu cenniejszych elementów wyposażenia jego cerkiewki. Wskutek tej napaści kapłan zmarł 30 kwietnia 1935.
Miał synów Jerzego, Mikołaja i Bazylego oraz córki Natalię i Zenobię. Wszyscy jego synowie zginęli na froncie II wojny światowej; Mikołaj otrzymał pośmiertnie tytuł Bohatera Związku Radzieckiego.
28 października 1999 kanonizowany przez Egzarchat Białoruski Patriarchatu Moskiewskiego jako jeden z Soboru Nowomęczenników Eparchii Mińskiej. Od 2000 jest czczony w całym Rosyjskim Kościele Prawosławnym.